# Llista de codis de matrícules poloneses

Mapa amb el codi identificatiu de cadascun dels 16 voivodats polonesos.

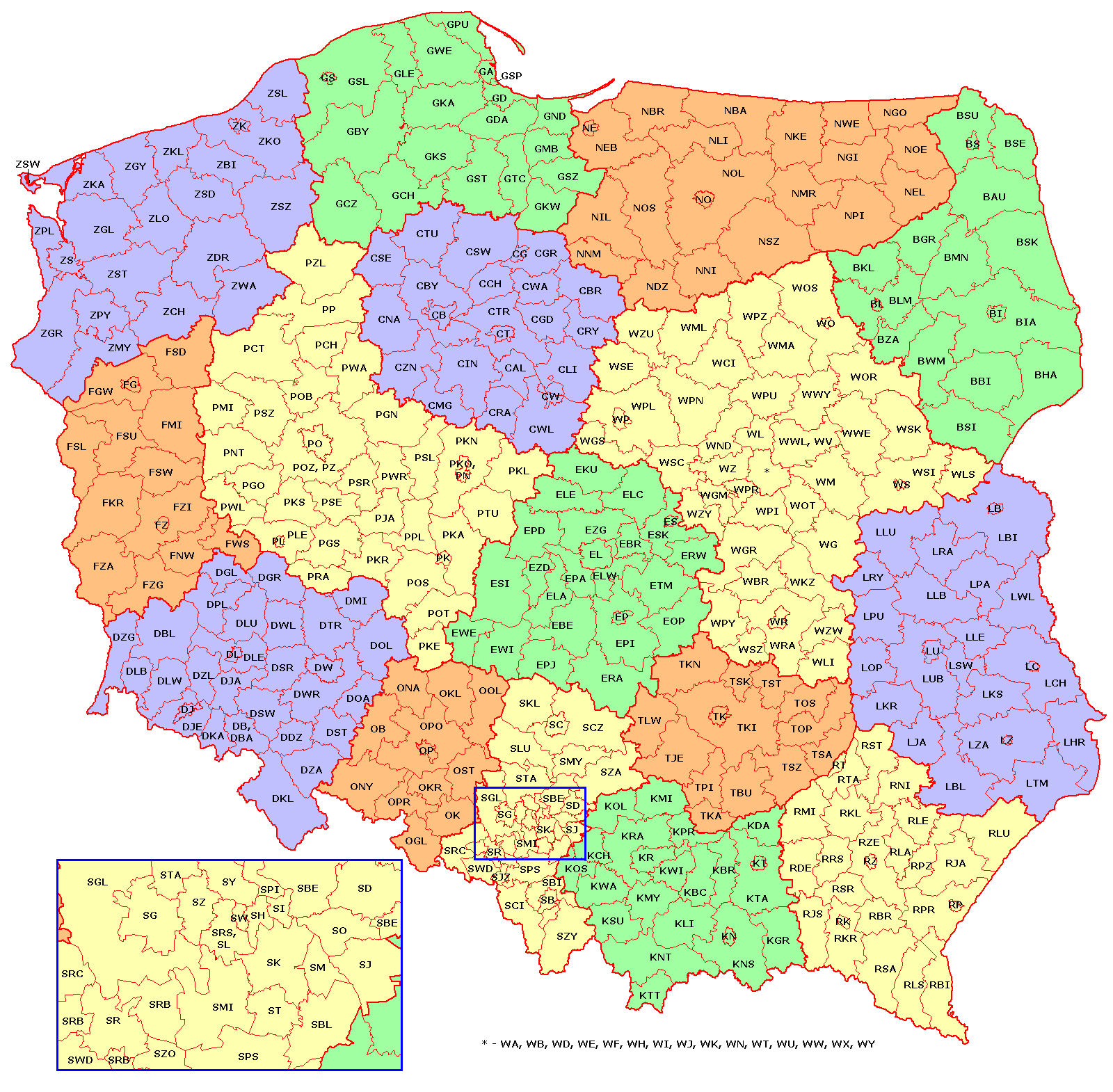
Mapa on es localitzen tots els codis identificatius.

Aquest article proporciona una llista dels codis identificatius utilitzats a les plaques de matrícula poloneses, els quals estan agrupats en els 16 voivodats establerts a Polònia des del 1999. Cada voivodat té assignada una lletra per defecte, a la qual s'hi afegeixen una o dues lletres més del districte (powiat en polonès) per acabar de formar el codi identificatiu. Un mateix districte pot tenir diferents codis identificatius.
Cadascun dels 16 voivodats polonesos té assignada una lletra com a codi identificatiu (algun d'aquests codis coincideixen amb la inicial del nom de la capital del voivodat, però d'altres no coincideixen):
| Codi voivodat | Nom del voivodat                 | Nom de la capital   |
| ------------- | -------------------------------- | ------------------- |
| B             | Podlàquia                        | Białystok           |
| C             | Cuiàvia-Pomerània                | Bydgoszcz           |
| D             | Baixa Silèsia                    | Breslau (Wrocław)   |
| E             | Łódź                             | Łódź                |
| F             | Lubusz                           | Gorzów Wielkopolski |
| G             | Pomerània                        | Gdańsk              |
| K             | Voivodat de la Petita Polònia    | Cracòvia (Kraków)   |
| L             | Lublin                           | Lublin              |
| N             | Vàrmia i Masúria                 | Olsztyn             |
| O             | Opole                            | Opole               |
| P             | Gran Polònia                     | Poznań              |
| R             | Subcarpàcia                      | Rzeszów             |
| S             | Silèsia                          | Katowice            |
| T             | Santa Creu                       | Kielce              |
| W             | Masòvia                          | Varsòvia (Warszawa) |
| Z             | Voivodat de Pomerània Occidental | Szczecin            |

S'ha de tenir en compte que els codis no utilitzen lletres pròpies de l'alfabet polonès, és a dir, s'utilitza el seu símil a l'alfabet llatí (Ą,ą = A; Ę,ę = E; Ł,ł = L; Ń,ń = N; Ó,ó = O; Ś,ś = S; Ź,ź,Ż,ż = Z).
| Índex A B C D E F G H I J K L M N O P Q R S T U V W X Y Z |

| Codi       | Nom del districte (powiat)                                                       | El codi surt de                                                        | Voivodat corresponent |
| ---------- | -------------------------------------------------------------------------------- | ---------------------------------------------------------------------- | --------------------- |
| BAU        | Districte d'Augustów                                                             | B (codi voivodat) + AUgustów                                           | Podlàquia             |
| BBI        | Districte de Bielsk Podlaski                                                     | B (codi voivodat) + BIelsk                                             | Podlàquia             |
| BGR        | Districte de Grajewo                                                             | B (codi voivodat) + GRajewo                                            | Podlàquia             |
| BHA        | Districte de Hajnówka                                                            | B (codi voivodat) + HAjnówka                                           | Podlàquia             |
| BI         | Districte urbà de Białystok                                                      | B (codi voivodat) + BIałystok                                          | Podlàquia             |
| BIA        | Districte rural de Białystok                                                     | B (codi voivodat) + BIAłystok                                          | Podlàquia             |
| BKL        | Districte de Kolno                                                               | B (codi voivodat) + KoLno                                              | Podlàquia             |
| BL         | Districte urbà de Łomża                                                          | B (codi voivodat) + Lomża                                              | Podlàquia             |
| BLM        | Districte rural de Łomża                                                         | B (codi voivodat) + LoMża                                              | Podlàquia             |
| BMN        | Districte de Mońki                                                               | B (codi voivodat) + MoNki                                              | Podlàquia             |
| BS         | Districte urbà de Suwałki                                                        | B (codi voivodat) + Suwałki                                            | Podlàquia             |
| BSE        | Districte de Sejny                                                               | B (codi voivodat) + SEjny                                              | Podlàquia             |
| BSI        | Districte de Siemiatycze                                                         | B (codi voivodat) + SIemiatycze                                        | Podlàquia             |
| BSK        | Districte de Sokółka                                                             | B (codi voivodat) + SoKółka                                            | Podlàquia             |
| BSU        | Districte de Suwałki                                                             | B (codi voivodat) + SUwałki                                            | Podlàquia             |
| BWM        | Districte de Wysokie Mazowieckie                                                 | B (codi voivodat) + Wysokie Mazowieckie                                | Podlàquia             |
| BZA        | Districte de Zambrów                                                             | B (codi voivodat) + ZAmbrów                                            | Podlàquia             |
| CAL        | Districte d'Aleksandrów                                                          | C (codi voivodat) + ALeksandrów                                        | Cuiàvia-Pomerània     |
| CB         | Districte urbà de Bydgoszcz                                                      | C (codi voivodat) + Bydgoszcz                                          | Cuiàvia-Pomerània     |
| CBR        | Districte de Brodnica                                                            | C (codi voivodat) + BRodnica                                           | Cuiàvia-Pomerània     |
| CBY        | Districte de Bydgoszcz                                                           | C (codi voivodat) + BYdgoszcz                                          | Cuiàvia-Pomerània     |
| CCH        | Districte de Chełmno                                                             | C (codi voivodat) + CHełmno                                            | Cuiàvia-Pomerània     |
| CG         | Districte urbà de Grudziądz                                                      | C (codi voivodat) + Grudziądz                                          | Cuiàvia-Pomerània     |
| CGD        | Districte de Golub-Dobrzyń                                                       | C (codi voivodat) + Golub-Dobrzyń                                      | Cuiàvia-Pomerània     |
| CGR        | Districte de Grudziądz                                                           | C (codi voivodat) + GRudziądz                                          | Cuiàvia-Pomerània     |
| CIN        | Districte d'Inowrocław                                                           | C (codi voivodat) + INowrocław                                         | Cuiàvia-Pomerània     |
| CLI        | Districte de Lipno                                                               | C (codi voivodat) + LIpno                                              | Cuiàvia-Pomerània     |
| CMG        | Districte de Mogilno                                                             | C (codi voivodat) + MoGilno                                            | Cuiàvia-Pomerània     |
| CNA        | Districte de Nakło                                                               | C (codi voivodat) + NAkło                                              | Cuiàvia-Pomerània     |
| CRA        | Districte de Radziejów                                                           | C (codi voivodat) + RAdziejów                                          | Cuiàvia-Pomerània     |
| CRY        | Districte de Rypin                                                               | C (codi voivodat) + RYpin                                              | Cuiàvia-Pomerània     |
| CSE        | Districte de Sępólno                                                             | C (codi voivodat) + SEpólno                                            | Cuiàvia-Pomerània     |
| CSW        | Districte de Świecie                                                             | C (codi voivodat) + SWiecie                                            | Cuiàvia-Pomerània     |
| CT         | Districte urbà de Toruń                                                          | C (codi voivodat) + Toruń                                              | Cuiàvia-Pomerània     |
| CTR        | Districte rural de Toruń                                                         | C (codi voivodat) + ToRuń                                              | Cuiàvia-Pomerània     |
| CTU        | Districte de Tuchola                                                             | C (codi voivodat) + TUchola                                            | Cuiàvia-Pomerània     |
| CW         | Districte urbà de Włocławek                                                      | C (codi voivodat) + Włocławek                                          | Cuiàvia-Pomerània     |
| CWA        | Districte de Wąbrzeźno                                                           | C (codi voivodat) + Wąbrzeźno                                          | Cuiàvia-Pomerània     |
| CWL        | Districte de Włocławek                                                           | C (codi voivodat) + WLocławek                                          | Cuiàvia-Pomerània     |
| CZN        | Districte de Żnin                                                                | C (codi voivodat) + ZNnin                                              | Cuiàvia-Pomerània     |
| DB         | Districte urbà de Wałbrzych                                                      | D (codi voivodat) + B                                                  | Baixa Silèsia         |
| DBA        | Districte rural de Wałbrzych                                                     | D (codi voivodat) + BAłbrzych                                          | Baixa Silèsia         |
| DBL        | Districte de Bolesławiec                                                         | D (codi voivodat) + BoLesławiec                                        | Baixa Silèsia         |
| DDZ        | Districte de Dzierżoniów                                                         | D (codi voivodat) + DZierżoniów                                        | Baixa Silèsia         |
| DGL        | Districte de Głogów                                                              | D (codi voivodat) + GLogów                                             | Baixa Silèsia         |
| DGR        | Districte de Góra                                                                | D (codi voivodat) + GóRa                                               | Baixa Silèsia         |
| DJ         | Districte urbà de Jelenia Góra                                                   | D (codi voivodat) + Jelenia Góra                                       | Baixa Silèsia         |
| DJA        | Districte de Jawor                                                               | D (codi voivodat) + JAwor                                              | Baixa Silèsia         |
| DJE        | Districte rural de Jelenia Góra                                                  | D (codi voivodat) + JElenia Góra                                       | Baixa Silèsia         |
| DKA        | Districte de Kamienna Góra                                                       | D (codi voivodat) + KAmienna Góra                                      | Baixa Silèsia         |
| DKL        | Districte de Kłodzko                                                             | D (codi voivodat) + KLodzko                                            | Baixa Silèsia         |
| DL         | Districte urbà de Legnica                                                        | D (codi voivodat) + Legnica                                            | Baixa Silèsia         |
| DLB        | Districte de Lubań                                                               | D (codi voivodat) + LuBań                                              | Baixa Silèsia         |
| DLE        | Districte rural de Legnica                                                       | D (codi voivodat) + LEgnica                                            | Baixa Silèsia         |
| DLU        | Districte de Lubin                                                               | D (codi voivodat) + LUbin                                              | Baixa Silèsia         |
| DLW        | Districte de Lwówek Śląski                                                       | D (codi voivodat) + LWówek Śląski                                      | Baixa Silèsia         |
| DMI        | Districte de Milicz                                                              | D (codi voivodat) + MIlicz                                             | Baixa Silèsia         |
| DOA        | Districte d'Oława                                                                | D (codi voivodat) + OLawa                                              | Baixa Silèsia         |
| DOL        | Districte d'Oleśnica                                                             | D (codi voivodat) + OLeśnica                                           | Baixa Silèsia         |
| DPL        | Districte de Polkowice                                                           | D (codi voivodat) + PoLkowice                                          | Baixa Silèsia         |
| DSR        | Districte de Środa                                                               | D (codi voivodat) + SRoda                                              | Baixa Silèsia         |
| DST        | Districte de Strzelin                                                            | D (codi voivodat) + STrzelin                                           | Baixa Silèsia         |
| DSW        | Districte de Świdnica                                                            | D (codi voivodat) + SWidnica                                           | Baixa Silèsia         |
| DTR        | Districte de Trzebnica                                                           | D (codi voivodat) + TRzebnica                                          | Baixa Silèsia         |
| DW         | Districte urbà de Wrocław                                                        | D (codi voivodat) + Wrocław                                            | Baixa Silèsia         |
| DWL        | Districte de Wołów                                                               | D (codi voivodat) + WoLów                                              | Baixa Silèsia         |
| DWR        | Districte rural de Wrocław                                                       | D (codi voivodat) + WRocław                                            | Baixa Silèsia         |
| DX         | Districte urbà de Wrocław                                                        | D (codi voivodat) + X (lletra disponible)                              | Baixa Silèsia         |
| DZA        | Districte de Ząbkowice                                                           | D (codi voivodat) + ZAbkowice                                          | Baixa Silèsia         |
| DZA        | Districte de Zgorzelec                                                           | D (codi voivodat) + ZGorzelec                                          | Baixa Silèsia         |
| DZL        | Districte de Złotoryja                                                           | D (codi voivodat) + ZLotoryja                                          | Baixa Silèsia         |
| EBE        | Districte de Bełchatów                                                           | E (codi voivodat) + BEłchatów                                          | Łódź                  |
| EBR        | Districte de Brzeziny                                                            | E (codi voivodat) + BRzeziny                                           | Łódź                  |
| ED         | Districte urbà de Łódź                                                           | E (codi voivodat) + D (lletra lliure)                                  | Łódź                  |
| EKU        | Districte de Kutno                                                               | E (codi voivodat) + KUtno                                              | Łódź                  |
| EL         | Districte urbà de Łódź                                                           | E (codi voivodat) + Lódź                                               | Łódź                  |
| ELA        | Districte de Łask                                                                | E (codi voivodat) + LAsk                                               | Łódź                  |
| ELC        | Districte de Łowicz                                                              | E (codi voivodat) + LowiCz                                             | Łódź                  |
| ELE        | Districte de Łęczyca                                                             | E (codi voivodat) + LEczyca                                            | Łódź                  |
| ELW        | Districte de Łódź Wschodni                                                       | E (codi voivodat) + Lódź Wschodni                                      | Łódź                  |
| EOP        | Districte d'Opoczno                                                              | E (codi voivodat) + OPoczno                                            | Łódź                  |
| EP         | Districte urbà de Piotrków Trybunalski                                           | E (codi voivodat) + Piotrków Trybunalski                               | Łódź                  |
| EPA        | Districte de Pabianice                                                           | E (codi voivodat) + PAbianice                                          | Łódź                  |
| EPD        | Districte de Poddębice                                                           | E (codi voivodat) + PoDdębice                                          | Łódź                  |
| EPI        | Districte rural de Piotrków                                                      | E (codi voivodat) + PIotrków                                           | Łódź                  |
| EPJ        | Districte de Pajęczno                                                            | E (codi voivodat) + PaJęczno                                           | Łódź                  |
| ERA        | Districte de Radomsko                                                            | E (codi voivodat) + RAdomsko                                           | Łódź                  |
| ERW        | Districte de Rawa                                                                | E (codi voivodat) + RaWa                                               | Łódź                  |
| ES         | Districte urbà de Skierniewice                                                   | E (codi voivodat) + Skierniewice                                       | Łódź                  |
| ESI        | Districte de Sieradz                                                             | E (codi voivodat) + SIeradz                                            | Łódź                  |
| ESK        | Districte d'Skierniewice                                                         | E (codi voivodat) + SKierniewice                                       | Łódź                  |
| ETM        | Districte de Tomaszów Mazowiecki                                                 | E (codi voivodat) + Tomaszów Mazowiecki                                | Łódź                  |
| EWE        | Districte de Wieruszów                                                           | E (codi voivodat) + WiEruszów                                          | Łódź                  |
| EWI        | Districte de Wieluń                                                              | E (codi voivodat) + WIeluń                                             | Łódź                  |
| EZD        | Districte de Zduńska Wola                                                        | E (codi voivodat) + ZDuńska Wola                                       | Łódź                  |
| EZG        | Districte de Zgierz                                                              | E (codi voivodat) + ZGierz                                             | Łódź                  |
| FG         | Districte urbà de Gorzów Wielkopolski                                            | F (codi voivodat) + Gorzów                                             | Lubusz                |
| FGW        | Districte rural de Gorzów Wielkopolski                                           | F (codi voivodat) + Gorzów Wielkopolski                                | Lubusz                |
| FKR        | Districte de Krosno Odrzańskie                                                   | F (codi voivodat) + KRosno                                             | Lubusz                |
| FMI        | Districte de Międzyrzecz                                                         | F (codi voivodat) + MIędzyrzecz                                        | Lubusz                |
| FNW        | Districte de Nowa Sól                                                            | F (codi voivodat) + NoWa                                               | Lubusz                |
| FSD        | Districte d'Strzelce-Drezdenko                                                   | F (codi voivodat) + Strzelce-Drezdenko                                 | Lubusz                |
| FSL        | Districte d'Słubice                                                              | F (codi voivodat) + SLubice                                            | Lubusz                |
| FSU        | Districte de Sulęcin                                                             | F (codi voivodat) + SUlęcin                                            | Lubusz                |
| FSW        | Districte de Świebodzin                                                          | F (codi voivodat) + SWiebodzin                                         | Lubusz                |
| FWS        | Districte de Wschowa                                                             | F (codi voivodat) + WSchowa                                            | Lubusz                |
| FZ         | Districte urbà de Zielona Góra                                                   | F (codi voivodat) + Zielona                                            | Lubusz                |
| FZA        | Districte de Żary                                                                | F (codi voivodat) + ZAry                                               | Lubusz                |
| FZG        | Districte de Żagań                                                               | F (codi voivodat) + ZaGań                                              | Lubusz                |
| FZI        | Districte de Zielona Góra                                                        | F (codi voivodat) + ZIelona                                            | Lubusz                |
| GA         | Districte urbà de Gdynia                                                         | F (codi voivodat) + Gdynia                                             | Pomerània             |
| GBY        | Districte de Bytów                                                               | G (codi voivodat) + BYtów                                              | Pomerània             |
| GCH        | Districte de Chojnice                                                            | G (codi voivodat) + CHojnice                                           | Pomerània             |
| GCZ        | Districte de Człuchów                                                            | G (codi voivodat) + CZłuchów                                           | Pomerània             |
| GD         | Districte urbà de Gdańsk                                                         | G (codi voivodat) + GDańsk                                             | Pomerània             |
| GDA        | Districte rural de Gdańsk                                                        | G (codi voivodat) + GDAńsk                                             | Pomerània             |
| GKA        | Districte de Kartuzy                                                             | G (codi voivodat) + KArtuzy                                            | Pomerània             |
| GKS        | Districte de Kościerzyna                                                         | G (codi voivodat) + KoScierzyna                                        | Pomerània             |
| GKW        | Districte de Kwidzyn                                                             | G (codi voivodat) + KWidzyn                                            | Pomerània             |
| GLE        | Districte de Lębork                                                              | G (codi voivodat) + LEbork                                             | Pomerània             |
| GMB        | Districte de Malbork                                                             | G (codi voivodat) + MalBork                                            | Pomerània             |
| GND        | Districte de Nowy Dwór                                                           | G (codi voivodat) + Nowy Dwór                                          | Pomerània             |
| GPU        | Districte de Puck                                                                | G (codi voivodat) + PUck                                               | Pomerània             |
| GS         | Districte urbà d'Słupsk                                                          | G (codi voivodat) + Słupsk                                             | Pomerània             |
| GSL        | Districte rural d'Słupsk                                                         | G (codi voivodat) + SLupsk                                             | Pomerània             |
| GSP        | Districte urbà de Sopot                                                          | G (codi voivodat) + SoPot                                              | Pomerània             |
| GST        | Districte d'Starogard                                                            | G (codi voivodat) + STarogard                                          | Pomerània             |
| GSZ        | Districte d'Sztum                                                                | G (codi voivodat) + SZtum                                              | Pomerània             |
| GTC        | Districte de Tczew                                                               | G (codi voivodat) + TCzew                                              | Pomerània             |
| GWE        | Districte de Wejherowo                                                           | G (codi voivodat) + WEjherowo                                          | Pomerània             |
| KBC        | Districte de Bochnia                                                             | K (codi voivodat) + BoCchnia                                           | Petita Polònia        |
| KBR        | Districte de Brzesko                                                             | K (codi voivodat) + BRzesko                                            | Petita Polònia        |
| KCH        | Districte de Chrzanów                                                            | K (codi voivodat) + CHrzanów                                           | Petita Polònia        |
| KDA        | Districte de Dąbrowa                                                             | K (codi voivodat) + DAbrowa                                            | Petita Polònia        |
| KGR        | Districte de Gorlice                                                             | K (codi voivodat) + GoRlice                                            | Petita Polònia        |
| KK         | Districte urbà de Cracòvia                                                       | K (codi voivodat) + Kraków                                             | Petita Polònia        |
| KLI        | Districte de Limanowa                                                            | K (codi voivodat) + LImanowa                                           | Petita Polònia        |
| KMI        | Districte de Miechów                                                             | K (codi voivodat) + MIechów                                            | Petita Polònia        |
| KMY        | Districte de Myślenice                                                           | K (codi voivodat) + MYślenice                                          | Petita Polònia        |
| KN         | Districte urbà de Nowy Sącz                                                      | K (codi voivodat) + Nowy                                               | Petita Polònia        |
| KNS        | Districte rural de Nowy Sącz                                                     | K (codi voivodat) + Nowy Sącz                                          | Petita Polònia        |
| KNT        | Districte de Nowy Targ                                                           | K (codi voivodat) + Nowy Targ                                          | Petita Polònia        |
| KOL        | Districte d'Olkusz                                                               | K (codi voivodat) + OLkusz                                             | Petita Polònia        |
| KOS        | Districte d'Oświęcim                                                             | K (codi voivodat) + OSwięcim                                           | Petita Polònia        |
| KPR        | Districte de Proszowice                                                          | K (codi voivodat) + PRoszowice                                         | Petita Polònia        |
| KR         | Districte urbà de Cracòvia                                                       | K (codi voivodat) + KRaków                                             | Petita Polònia        |
| KRA        | Districte rural de Caracòvia                                                     | K (codi voivodat) + KRaków                                             | Petita Polònia        |
| KSU        | Districte de Sucha                                                               | K (codi voivodat) + SUcha                                              | Petita Polònia        |
| KT         | Districte urbà de Tarnów                                                         | K (codi voivodat) + Tarnów                                             | Petita Polònia        |
| KTA'       | Districte rural de Tarnów                                                        | K (codi voivodat) + TArnów                                             | Petita Polònia        |
| KTT        | Districte de Tatra                                                               | K (codi voivodat) + TaTra                                              | Petita Polònia        |
| KWA        | Districte de Wadowice                                                            | K (codi voivodat) + WAdowice                                           | Petita Polònia        |
| KWI        | Districte de Wieliczka                                                           | K (codi voivodat) + WIeliczka                                          | Petita Polònia        |
| LB         | Districte urbà de Biała Podlaska                                                 | L (codi voivodat) + Biała Podlaska                                     | Lublin                |
| LBI        | Districte rural de Biała Podlaska                                                | L (codi voivodat) + BIała Podlaska                                     | Lublin                |
| LBL        | Districte de Biłgoraj                                                            | L (codi voivodat) + BiLgoraj                                           | Lublin                |
| LC         | Districte urbà de Chełm                                                          | L (codi voivodat) + Chełm                                              | Lublin                |
| LCH        | Districte rural de Chełm                                                         | L (codi voivodat) + CHełm                                              | Lublin                |
| LHR        | Districte de Hrubieszów                                                          | L (codi voivodat) + HRubieszów                                         | Lublin                |
| LJA        | Districte de Janów Lubelski                                                      | L (codi voivodat) + JAnów Lubelski                                     | Lublin                |
| LKR        | Districte de Kraśnik                                                             | L (codi voivodat) + KRaśnik                                            | Lublin                |
| LKS        | Districte de Krasnystaw                                                          | L (codi voivodat) + KraSnystaw                                         | Lublin                |
| LLB        | Districte de Lubartów                                                            | L (codi voivodat) + LuBartów                                           | Lublin                |
| LLE        | Districte de Łęczna                                                              | L (codi voivodat) + LEczna                                             | Lublin                |
| LLU        | Districte de Łuków                                                               | L (codi voivodat) + LUków                                              | Lublin                |
| LOP        | Districte d'Opole                                                                | L (codi voivodat) + OPole                                              | Lublin                |
| LPA        | Districte de Parczew                                                             | L (codi voivodat) + PArczew                                            | Lublin                |
| LPU        | Districte de Puławy                                                              | L (codi voivodat) + PUławy                                             | Lublin                |
| LRA        | Districte de Radzyń                                                              | L (codi voivodat) + RAdzyń                                             | Lublin                |
| LRY        | Districte de Ryki                                                                | L (codi voivodat) + RYki                                               | Lublin                |
| LSW        | Districte d'Świdnik                                                              | L (codi voivodat) + SWidnik                                            | Lublin                |
| LTM        | Districte de Tomaszów                                                            | L (codi voivodat) + ToMaszów                                           | Lublin                |
| LU         | Districte urbà de Lublin                                                         | L (codi voivodat) + LUblin                                             | Lublin                |
| LUB        | Districte rural de Lublin                                                        | L (codi voivodat) + LUBlin                                             | Lublin                |
| LWL        | Districte de Włodawa                                                             | L (codi voivodat) + WLodawa                                            | Lublin                |
| LZ         | Districte urbà de Zamość                                                         | L (codi voivodat) + Zamość                                             | Lublin                |
| LZA        | Districte rural de Zamość                                                        | L (codi voivodat) + ZAmość                                             | Lublin                |
| NBA        | Districte de Bartoszyce                                                          | N (codi voivodat) + BArtoszyce                                         | Vàrmia i Masúria      |
| NBR        | Districte de Braniew                                                             | N (codi voivodat) + BRaniew                                            | Vàrmia i Masúria      |
| NDZ        | Districte de Działdowo                                                           | N (codi voivodat) + DZiałdowo                                          | Vàrmia i Masúria      |
| NE         | Districte urbà d'Elbląg                                                          | N (codi voivodat) + Elbląg                                             | Vàrmia i Masúria      |
| NEB        | Districte rural d'Elbląg                                                         | N (codi voivodat) + ElBląg                                             | Vàrmia i Masúria      |
| NEL        | Districte d'Ełk                                                                  | N (codi voivodat) + ELk                                                | Vàrmia i Masúria      |
| NGI        | Districte de Giżycko                                                             | N (codi voivodat) + GIżycko                                            | Vàrmia i Masúria      |
| NGO        | Districte de Gołda                                                               | N (codi voivodat) + GOłda                                              | Vàrmia i Masúria      |
| NIL        | Districte d'Iława                                                                | N (codi voivodat) + ILawa                                              | Vàrmia i Masúria      |
| NKE        | Districte de Kętrzyn                                                             | N (codi voivodat) + KEtrzyn                                            | Vàrmia i Masúria      |
| NLI        | Districte de Lidzbark                                                            | N (codi voivodat) + LIdzbark                                           | Vàrmia i Masúria      |
| NMR        | Districte de Mrągowo                                                             | N (codi voivodat) + MRągowo                                            | Vàrmia i Masúria      |
| NNI        | Districte de Nidzica                                                             | N (codi voivodat) + NIdzica                                            | Vàrmia i Masúria      |
| NNM        | Districte de Nowe Miasto                                                         | N (codi voivodat) + Nowe Miasto                                        | Vàrmia i Masúria      |
| NO         | Districte urbà d'Olsztyn                                                         | N (codi voivodat) + Olsztyn                                            | Vàrmia i Masúria      |
| NOE        | Districte d'Olecko                                                               | N (codi voivodat) + OlEcko                                             | Vàrmia i Masúria      |
| NOG        | Antic districte d'Olecko-Gołdap. Dividit el 2020 en Olecko (NOE) i Gołdap (ONG). | N (codi voivodat) + Olecko-Gołdap                                      | Vàrmia i Masúria      |
| NOL        | Districte rural d'Olsztyn                                                        | N (codi voivodat) + OLsztyn                                            | Vàrmia i Masúria      |
| NOS        | Districte d'Ostróda                                                              | N (codi voivodat) + OStróda                                            | Vàrmia i Masúria      |
| NPI        | Districte de Pisz                                                                | N (codi voivodat) + PIsz                                               | Vàrmia i Masúria      |
| NSZ        | Districte de Szczytno                                                            | N (codi voivodat) + SZczytno                                           | Vàrmia i Masúria      |
| NWE        | Districte de Węgorzewo                                                           | N (codi voivodat) + WEgorzewo                                          | Vàrmia i Masúria      |
| OB         | Districte urbà de Brzeg                                                          | O (codi voivodat) + Brzeg                                              | Opole                 |
| OGL        | Districte de Głubczyce                                                           | O (codi voivodat) + GLubczyce                                          | Opole                 |
| OK         | Districte de Kędzierzyn-Koźle                                                    | O (codi voivodat) + Kędzierzyn-Koźle                                   | Opole                 |
| OKL        | Districte de Kluczbork                                                           | O (codi voivodat) + KLuczbork                                          | Opole                 |
| OKR        | Districte de Krapkowice                                                          | O (codi voivodat) + KRapkowice                                         | Opole                 |
| ONA        | Districte de Namysłów                                                            | O (codi voivodat) + NAmysłów                                           | Opole                 |
| ONY        | Districte de Nysa                                                                | O (codi voivodat) + NYsa                                               | Opole                 |
| OOL        | Districte d'Olesno                                                               | O (codi voivodat) + OLesno                                             | Opole                 |
| OP         | Districte urbà d'Opole                                                           | O (codi voivodat) + OPole                                              | Opole                 |
| OPO        | Districte rural d'Opole                                                          | O (codi voivodat) + OPOle                                              | Opole                 |
| OPR        | Districte de Prudnik                                                             | O (codi voivodat) + PRudnik                                            | Opole                 |
| OST        | Districte d'Strzelce                                                             | O (codi voivodat) + STrzelce                                           | Opole                 |
| PCH        | Districte de Chodzież                                                            | P (codi voivodat) + CHodzież                                           | Gran Polònia          |
| PCT        | Districte de Czarnków-Trzcianka                                                  | P (codi voivodat) + Czarnków-Trzcianka                                 | Gran Polònia          |
| PGN        | Districte de Gniezno                                                             | P (codi voivodat) + GNiezno                                            | Gran Polònia          |
| PGO        | Districte de Grodzisk                                                            | P (codi voivodat) + GrOdzisk                                           | Gran Polònia          |
| PGS        | Districte de Gostyń                                                              | P (codi voivodat) + GoStyń                                             | Gran Polònia          |
| PJA        | Districte de Jarocin                                                             | P (codi voivodat) + JArocin                                            | Gran Polònia          |
| PK         | Districte urbà de Kalisz                                                         | P (codi voivodat) + Kalisz                                             | Gran Polònia          |
| PKA        | Districte rural de Kalisz                                                        | P (codi voivodat) + KAlisz                                             | Gran Polònia          |
| PKE        | Districte de Kępno                                                               | P (codi voivodat) + KEpno                                              | Gran Polònia          |
| PKL        | Districte de Koło                                                                | P (codi voivodat) + KoLo                                               | Gran Polònia          |
| PKN        | Districte rural de Konin                                                         | P (codi voivodat) + KoNin                                              | Gran Polònia          |
| PKO        | Districte urbà de Konin                                                          | P (codi voivodat) + KOonin                                             | Gran Polònia          |
| PKR        | Districte de Krotoszyn                                                           | P (codi voivodat) + KRotoszyn                                          | Gran Polònia          |
| PKS        | Districte de Kościan                                                             | P (codi voivodat) + KoScian                                            | Gran Polònia          |
| PL         | Districte urbà de Leszno                                                         | P (codi voivodat) + Leszno                                             | Gran Polònia          |
| PLE        | Districte rural de Leszno                                                        | P (codi voivodat) + LEszno                                             | Gran Polònia          |
| PMI        | Districte de Międzychód                                                          | P (codi voivodat) + MIędzychód                                         | Gran Polònia          |
| PN         | Districte urbà de Konin                                                          | P (codi voivodat) + N (lletra disponible)                              | Gran Polònia          |
| PNT        | Districte de Nowy Tomyśl                                                         | P (codi voivodat) + Nowy Tomyśl                                        | Gran Polònia          |
| PO         | Districte urbà de Poznań                                                         | P (codi voivodat) + POznań                                             | Gran Polònia          |
| POB        | Districte d'Oborniki                                                             | P (codi voivodat) + OBrniki                                            | Gran Polònia          |
| POS        | Districte d'Ostrów Wielkopolski                                                  | P (codi voivodat) + OStrów Wielkopolski                                | Gran Polònia          |
| POT        | Districte d'Ostrzeszów                                                           | P (codi voivodat) + OsTrzeszów                                         | Gran Polònia          |
| POZ        | Districte rural de Poznań                                                        | P (codi voivodat) + POZnań                                             | Gran Polònia          |
| PP         | Districte de Piła                                                                | P (codi voivodat) + Piła                                               | Gran Polònia          |
| PPL        | Districte de Pleszew                                                             | P (codi voivodat) + PLeszew                                            | Gran Polònia          |
| PRA        | Districte de Rawicz                                                              | P (codi voivodat) + RAwicz                                             | Gran Polònia          |
| PSE        | Districte de Śrem                                                                | P (codi voivodat) + SrEm                                               | Gran Polònia          |
| PSL        | Districte d'Słupca                                                               | P (codi voivodat) + SLupca                                             | Gran Polònia          |
| PSR        | Districte d'Środa Wielkopolska                                                   | P (codi voivodat) + SRoda Wielkopolska                                 | Gran Polònia          |
| PSZ        | Districte de Szamotuły                                                           | P (codi voivodat) + SZamotuły                                          | Gran Polònia          |
| PTU        | Districte de Turek                                                               | P (codi voivodat) + TUrek                                              | Gran Polònia          |
| PWA        | Districte de Wągrowiec                                                           | P (codi voivodat) + WAgrowiec                                          | Gran Polònia          |
| PWL        | Districte de Wolsztyn                                                            | P (codi voivodat) + WoLsztyn                                           | Gran Polònia          |
| PWR        | Districte de Września                                                            | P (codi voivodat) + WRześnia                                           | Gran Polònia          |
| PY         | Districte urbà de Poznań                                                         | P (codi voivodat) + Y (lletra disponible)                              | Gran Polònia          |
| PZ         | Districte urbà de Poznań                                                         | P (codi voivodat) + Z (lletra disponible)                              | Gran Polònia          |
| PZL        | Districte de Złotów                                                              | P (codi voivodat) + ZLotów                                             | Gran Polònia          |
| RBI        | Districte de Bieszczady                                                          | R (codi voivodat) + BIeszczady                                         | Subcarpàcia           |
| RBR        | Districte de Brzozów                                                             | R (codi voivodat) + BRzozów                                            | Subcarpàcia           |
| RDE        | Districte de Dębica                                                              | R (codi voivodat) + DEbica                                             | Subcarpàcia           |
| RJA        | Districte de Jarosław                                                            | R (codi voivodat) + JArosław                                           | Subcarpàcia           |
| RJS        | Districte de Jasło                                                               | R (codi voivodat) + JaSło                                              | Subcarpàcia           |
| RK         | Districte urbà de Krosno                                                         | R (codi voivodat) + Krosno                                             | Subcarpàcia           |
| RKL        | Districte de Kolbuszowa                                                          | R (codi voivodat) + KoLbuszowa                                         | Subcarpàcia           |
| RKR        | Districte rural de Krosno                                                        | R (codi voivodat) + KRosno                                             | Subcarpàcia           |
| RLA        | Districte de Łańcut                                                              | R (codi voivodat) + LAńcut                                             | Subcarpàcia           |
| RLE        | Districte de Leżajsk                                                             | R (codi voivodat) + LEżajsk                                            | Subcarpàcia           |
| RLS        | Districte de Lesko                                                               | R (codi voivodat) + LeSko                                              | Subcarpàcia           |
| RLU        | Districte de Lubaczów                                                            | R (codi voivodat) + LUbaczów                                           | Subcarpàcia           |
| RMI        | Districte de Mielec                                                              | R (codi voivodat) + MIelec                                             | Subcarpàcia           |
| RNI        | Districte de Nisko                                                               | R (codi voivodat) + NIsko                                              | Subcarpàcia           |
| RP         | Districte urbà de Przemyśl                                                       | R (codi voivodat) + Przemyśl                                           | Subcarpàcia           |
| RPR        | Districte rural de Przemyśl                                                      | R (codi voivodat) + PRzemyśl                                           | Subcarpàcia           |
| RPZ        | Districte de Przeworsk                                                           | R (codi voivodat) + PrZeworsk                                          | Subcarpàcia]          |
| RRS        | Districte de Ropczyce-Sędziszów                                                  | R (codi voivodat) + Ropczyce-Sędziszów                                 | Subcarpàcia           |
| RSA        | Districte de Sanok                                                               | R (codi voivodat) + SAnok                                              | Subcarpàcia           |
| RSR        | Districte de Strzyżów                                                            | R (codi voivodat) + StRzyżów                                           | Subcarpàcia           |
| RST        | Districte d'Stalowa Wola                                                         | R (codi voivodat) + STalowa Wola                                       | Subcarpàcia           |
| RT         | Districte urbà de Tarnobrzeg                                                     | R (codi voivodat) + Tarnobrzeg                                         | Subcarpàcia           |
| RTA        | Districte rural de Tarnobrzeg                                                    | R (codi voivodat) + TArnobrzeg                                         | Subcarpàcia           |
| RZ         | Districte urbà de Rzeszów                                                        | R (codi voivodat) + RZeszów                                            | Subcarpàcia           |
| RZE        | Districte rural de Rzeszów                                                       | R (codi voivodat) + R'ZEszów                                           | Subcarpàcia           |
| SB         | Districte urbà de Bielsko-Biała                                                  | S (codi voivodat) + Bielsko-Biała                                      | Silèsia               |
| SBE        | Districte de Będzin                                                              | S (codi voivodat) + BEdzin                                             | Silèsia               |
| SBI        | Districte rural de Bielsko-Biała                                                 | S (codi voivodat) + BIelsko-Biała                                      | Silèsia               |
| SBL        | Districte de Bieruń-Lędziny                                                      | S (codi voivodat) + Bieruń-Lędziny                                     | Silèsia               |
| SC         | Districte urbà de Częstochowa                                                    | S (codi voivodat) + Częstochowa                                        | Silèsia               |
| SCI        | Districte de Cieszyn                                                             | S (codi voivodat) + CIeszyn                                            | Silèsia               |
| SCZ        | Districte rural de Częstochowa                                                   | S (codi voivodat) + CZęstochowa                                        | Silèsia               |
| SD         | Districte urbà de Dąbrowa Górnicza                                               | S (codi voivodat) + Dąbrowa Górnicza                                   | Silèsia               |
| SG         | Districte urbà de Gliwice                                                        | S (codi voivodat) + Gliwice                                            | Silèsia               |
| SGL        | Districte rural de Gliwice                                                       | S (codi voivodat) + Gliwice                                            | Silèsia               |
| SH         | Districte urbà de Chorzów                                                        | S (codi voivodat) + CHorzów                                            | Silèsia               |
| SI         | Districte urbà de Siemianowice Śląskie                                           | S (codi voivodat) + SIemianowice Śląskie                               | Silèsia               |
| SJ         | Districte urbà de Jaworzno                                                       | S (codi voivodat) + Jaworzno                                           | Silèsia               |
| SJZ        | Districte de Jastrzębie-Zdrój                                                    | S (codi voivodat) + Jastrzębie-Zdrój                                   | Silèsia               |
| SK         | Districte urbà de Katowice                                                       | S (codi voivodat) + Katowice                                           | Silèsia               |
| SKL        | Districte de Kłobuck                                                             | S (codi voivodat) + KLobuck                                            | Silèsia               |
| SL         | Districte urbà de Ruda Śląska                                                    | S (codi voivodat) + Ruda ŚLąska                                        | Silèsia               |
| SLU        | Districte de Lubliniec                                                           | S (codi voivodat) + LUbliniec                                          | Silèsia               |
| SM         | Districte urbà de Mysłowice                                                      | S (codi voivodat) + Mysłowice                                          | Silèsia               |
| SMI        | Districte de Mikołów                                                             | S (codi voivodat) + MIkołów                                            | Silèsia               |
| SMY        | Districte de Myszków                                                             | S (codi voivodat) + MYszków                                            | Silèsia               |
| SO         | Districte urbà de Sosnowiec                                                      | S (codi voivodat) + SOsnowiec                                          | Silèsia               |
| SPI        | Districte urbà de Piekary Śląskie                                                | S (codi voivodat) + PIekary Śląskie                                    | Silèsia               |
| SPS        | Districte de Pszczyna                                                            | S (codi voivodat) + PSzczyna                                           | Silèsia               |
| SR         | Districte urbà de Rybnik                                                         | S (codi voivodat) + Rybnik                                             | Silèsia               |
| SRB        | Districte rural de Rybnik                                                        | S (codi voivodat) + RyBnik                                             | Silèsia               |
| SRC        | Districte de Racibórz                                                            | S (codi voivodat) + RaCibórz                                           | Silèsia               |
| SRS        | Districte urbà de Ruda Śląska                                                    | S (codi voivodat) + Ruda Sląska                                        | Silèsia               |
| ST         | Districte urbà de Tychy                                                          | S (codi voivodat) + Tychy                                              | Silèsia               |
| STA        | Districte de Tarnowskie Góry                                                     | S (codi voivodat) + TArnowskie Góry                                    | Silèsia               |
| STY        | Districte de Bieruń-Lędziny (anteriorment Tychy)                                 | S (codi voivodat) + TYchy                                              | Silèsia               |
| SW         | Districte urbà de Świętochłowice                                                 | S (codi voivodat) + ŚWiętochłowice                                     | Silèsia               |
| SWD        | Districte de Wodzisław                                                           | S (codi voivodat) + WoDzisław                                          | Silèsia               |
| SY         | Districte urbà de Bytom                                                          | S (codi voivodat) + BYtom                                              | Silèsia               |
| SZ         | Districte urbà de Zabrze                                                         | S (codi voivodat) + Zabrze                                             | Silèsia               |
| SZA        | Districte de Zawiercie                                                           | S (codi voivodat) + ZAwiercie                                          | Silèsia               |
| SZO        | Districte urbà de Żory                                                           | S (codi voivodat) + ZOry                                               | Silèsia               |
| SZY        | Districte de Żywiec                                                              | S (codi voivodat) + ZYwiec                                             | Silèsia               |
| TBU        | Districte de Busko                                                               | S (codi voivodat) + BUsko                                              | Santa Creu            |
| TJE        | Districte de Jędrzejów                                                           | S (codi voivodat) + JEdrzejów                                          | Santa Creu            |
| TK         | Districte urbà de Kielce                                                         | S (codi voivodat) + Kielce                                             | Santa Creu            |
| TKA        | Districte de Kazimierza                                                          | S (codi voivodat) + KAzimierza                                         | Santa Creu            |
| TKI        | Districte de Kielce                                                              | S (codi voivodat) + KIelce                                             | Santa Creu            |
| TKN        | Districte de Końskie                                                             | S (codi voivodat) + KoNskie                                            | Santa Creu            |
| TLW        | Districte de Włoszczowa                                                          | S (codi voivodat) + WLszczoWa                                          | Santa Creu            |
| TOP        | Districte d'Opatów                                                               | S (codi voivodat) + OPatów                                             | Santa Creu            |
| TOS        | Districte d'Ostrowiec                                                            | S (codi voivodat) + OStrowiec                                          | Santa Creu            |
| TPI        | Districte de Pińczów                                                             | S (codi voivodat) + PIńczów                                            | Santa Creu            |
| TSA        | Districte de Sandomierz                                                          | S (codi voivodat) + SAndomierz                                         | Santa Creu            |
| TSK        | Districte d'Skarżysko                                                            | S (codi voivodat) + SKarżysko                                          | Santa Creu            |
| TST        | Districte d'Starachowice                                                         | S (codi voivodat) + STarachowice                                       | Santa Creu            |
| TSZ        | Districte d'Staszów                                                              | S (codi voivodat) + StasZów                                            | Santa Creu            |
| WA         | Districte urbà de Varsòvia (districte de Białołęka)                              | W (codi voivodat) + A (lletra assignada a Varsòvia)                    | Masòvia               |
| WB         | Districte urbà de Varsòvia (districte de Bemowo)                                 | W (codi voivodat) + B (lletra assignada a Varsòvia)                    | Masòvia               |
| WBR        | Districte de Białobrzegi                                                         | W (codi voivodat) + BiałobRzegi                                        | Masòvia               |
| WCI        | Districte de Ciechanów                                                           | W (codi voivodat) + CIechanów                                          | Masòvia               |
| WD         | Districte urbà de Varsòvia (districte de Bielany)                                | W (codi voivodat) + D (lletra assignada a Varsòvia)                    | Masòvia               |
| WE         | Districte urbà de Varsòvia (districte de Mokotów)                                | W (codi voivodat) + E (lletra assignada a Varsòvia)                    | Masòvia               |
| WF         | Districte urbà de Varsòvia (districte de Praga-Południe)                         | W (codi voivodat) + F (lletra assignada a Varsòvia)                    | Masòvia               |
| WG         | Districte de Garwolin                                                            | W (codi voivodat) + Garwolin                                           | Masòvia               |
| WGM        | Districte de Grodzisk Mazowiecki                                                 | W (codi voivodat) + Grodzisk Mazowiecki                                | Masòvia               |
| WGR        | Districte de Grójec                                                              | W (codi voivodat) + GRójec                                             | Masòvia               |
| WGS        | Districte de Gostynin                                                            | W (codi voivodat) + GoStynin                                           | Masòvia               |
| WH         | Districte urbà de Varsòvia (districte de Praga-Północ)                           | W (codi voivodat) + H (lletra assignada a Varsòvia)                    | Masòvia               |
| WI         | Districte urbà de Varsòvia (districte d'Śródmieście)                             | W (codi voivodat) + I (lletra assignada a Varsòvia)                    | Masòvia               |
| WJ         | Districte urbà de Varsòvia (districte de Targówek)                               | W (codi voivodat) + J (lletra assignada a Varsòvia)                    | Masòvia               |
| WK         | Districte urbà de Varsòvia (districte d'Ursus)                                   | W (codi voivodat) + K (lletra assignada a Varsòvia)                    | Masòvia               |
| WKZ        | Districte de Kozienice                                                           | W (codi voivodat) + KoZienice                                          | Masòvia               |
| WL         | Districte de Legionowo                                                           | W (codi voivodat) + Legionowo                                          | Masòvia               |
| WLI        | Districte de Lipsko                                                              | W (codi voivodat) + LIpsko                                             | Masòvia               |
| WLS        | Districte de Łosice                                                              | W (codi voivodat) + LOSice                                             | Masòvia               |
| WM         | Districte de Mińsk                                                               | W (codi voivodat) + Mińsk                                              | Masòvia               |
| WMA        | Districte de Maków                                                               | W (codi voivodat) + MAków                                              | Masòvia               |
| WML        | Districte de Mława                                                               | W (codi voivodat) + MLawa                                              | Masòvia               |
| WN         | Districte urbà de Varsòvia (districte d'Ursynów)                                 | W (codi voivodat) + N (lletra assignada a Varsòvia)                    | Masòvia               |
| WND        | Districte de Nowy Dwór                                                           | W (codi voivodat) + Nowy Dwór                                          | Masòvia               |
| WO         | Districte urbà d'Ostrołęka                                                       | W (codi voivodat) + Ostrołęka                                          | Masòvia               |
| WOR        | Districte d'Ostrów                                                               | W (codi voivodat) + OstRów                                             | Masòvia               |
| WOS        | Districte d'Ostrołęka                                                            | W (codi voivodat) + OStrołęka                                          | Masòvia               |
| WOT        | Districte d'Otwock                                                               | W (codi voivodat) + OTwock                                             | Masòvia               |
| WP         | Districte urbà de Płock                                                          | W (codi voivodat) + Płock                                              | Masòvia               |
| WPI        | Districte de Piaseczno                                                           | W (codi voivodat) + PIaseczno                                          | Masòvia               |
| WPL        | Districte de Płock                                                               | W (codi voivodat) + PLock                                              | Masòvia               |
| WPN        | Districte de Płońsk                                                              | W (codi voivodat) + PłoNsk                                             | Masòvia               |
| WPR        | Districte de Pruszków                                                            | W (codi voivodat) + PRuszków                                           | Masòvia               |
| WPU        | Districte de Pułtusk                                                             | W (codi voivodat) + PUłtusk                                            | Masòvia               |
| WPY        | Districte de Przysucha                                                           | W (codi voivodat) + PrzYsucha                                          | Masòvia               |
| WPZ        | Districte de Przasnysz                                                           | W (codi voivodat) + PrZasnysz                                          | Masòvia               |
| WR         | Districte urbà de Radom                                                          | W (codi voivodat) + Radom                                              | Masòvia               |
| WRA        | Districte rural de Radom                                                         | W (codi voivodat) + RAdom                                              | Masòvia               |
| WS         | Districte urbà de Siedlce                                                        | W (codi voivodat) + Siedlce                                            | Masòvia               |
| WSC        | Districte de Sochaczew                                                           | W (codi voivodat) + SoChaczew                                          | Masòvia               |
| WSE        | Districte de Sierpc                                                              | W (codi voivodat) + SiErpc                                             | Masòvia               |
| WSI        | Districte de Siedlce                                                             | W (codi voivodat) + SIedlce                                            | Masòvia               |
| WSK        | Districte de Sokołów                                                             | W (codi voivodat) + SoKołów                                            | Masòvia               |
| WSZ        | Districte de Szydłowiec                                                          | W (codi voivodat) + SZydłowiec                                         | Masòvia               |
| WT         | Districte urbà de Varsòvia (districte de Wawer)                                  | W (codi voivodat) + T (lletra assignada a Varsòvia)                    | Masòvia               |
| WU         | Districte urbà de Varsòvia (districte de Ochota)                                 | W (codi voivodat) + U (lletra assignada a Varsòvia)                    | Masòvia               |
| WV         | Districte de Wołomin                                                             | W (codi voivodat) + V                                                  | Masòvia               |
| WWxxxx(x)A | Districte urbà de Varsòvia (districte de Rembertów)                              | W (codi voivodat) + W (lletra assignada a Varsòvia) + 4 o 5 xifres + A | Masòvia               |
| WWxxxx(x)F | Districte urbà de Varsòvia (districte de Wilanów)                                | W (codi voivodat) + W (lletra assignada a Varsòvia) + 4 o 5 xifres + F | Masòvia               |
| WWxxxx(x)G | Districte urbà de Varsòvia (districte de Wilanów)                                | W (codi voivodat) + W (lletra assignada a Varsòvia) + 4 o 5 xifres + G | Masòvia               |
| WWxxxx(x)H | Districte urbà de Varsòvia (districte de Wilanów)                                | W (codi voivodat) + W (lletra assignada a Varsòvia) + 4 o 5 xifres + H | Masòvia               |
| WWxxxx(x)J | Districte urbà de Varsòvia (districte de Wilanów)                                | W (codi voivodat) + W (lletra assignada a Varsòvia) + 4 o 5 xifres + J | Masòvia               |
| WWxxxx(x)K | Districte urbà de Varsòvia (districte de Włochy)                                 | W (codi voivodat) + W (lletra assignada a Varsòvia) + 4 o 5 xifres + K | Masòvia               |
| WWxxxx(x)M | Districte urbà de Varsòvia (districte de Włochy)                                 | W (codi voivodat) + W (lletra assignada a Varsòvia) + 4 o 5 xifres + M | Masòvia               |
| WWxxxx(x)N | Districte urbà de Varsòvia (districte de Włochy)                                 | W (codi voivodat) + W (lletra assignada a Varsòvia) + 4 o 5 xifres + N | Masòvia               |
| WWxxxx(x)V | Districte urbà de Varsòvia (districte de Włochy)                                 | W (codi voivodat) + W (lletra assignada a Varsòvia) + 4 o 5 xifres + V | Masòvia               |
| WWxxxx(x)W | Districte urbà de Varsòvia (districte de Wilanów)                                | W (codi voivodat) + W (lletra assignada a Varsòvia) + 4 o 5 xifres + W | Masòvia               |
| WWxxxx(x)Y | Districte urbà de Varsòvia (districte de Rembertów)                              | W (codi voivodat) + W (lletra assignada a Varsòvia) + 4 o 5 xifres + Y | Masòvia               |
| WWE        | Districte de Węgrów                                                              | W (codi voivodat) + WEgrów                                             | Masòvia               |
| WWL        | Districte de Wołomin                                                             | W (codi voivodat) + WoLomin                                            | Masòvia               |
| WWY        | Districte de Wyszków                                                             | W (codi voivodat) + WYszków                                            | Masòvia               |
| WX         | Districte urbà de Varsòvia (districte de Żoliborz)                               | W (codi voivodat) + X (lletra assignada a Varsòvia)                    | Masòvia               |
| WY         | Districte de Wola                                                                | W (codi voivodat) + Y (lletra assignada a Varsòvia)                    | Masòvia               |
| WZ         | Districte de Warszawski Zachodni                                                 | W (codi voivodat) + Warszawski Zachodni                                | Masòvia               |
| WZU        | Districte de Żuromin                                                             | W (codi voivodat) + ZUromin                                            | Masòvia               |
| WZW        | Districte de Zwoleń                                                              | W (codi voivodat) + ZWoleń                                             | Masòvia               |
| WZY        | Districte de Żyrardów                                                            | W (codi voivodat) + ZYrardów                                           | Masòvia               |
| ZBI        | Districte de Białogard                                                           | Z (codi voivodat) + BIałogard                                          | Pomerània Occidental  |
| ZCH        | Districte de Choszczno                                                           | Z (codi voivodat) + CHoszczno                                          | Pomerània Occidental  |
| ZDR        | Districte de Drawsko                                                             | Z (codi voivodat) + DRawsko                                            | Pomerània Occidental  |
| ZGL        | Districte de Goleniów                                                            | Z (codi voivodat) + GoLeniów                                           | Pomerània Occidental  |
| ZGR        | Districte de Gryfino                                                             | Z (codi voivodat) + GRyfino                                            | Pomerània Occidental  |
| ZGY        | Districte de Gryfice                                                             | Z (codi voivodat) + GrYfice                                            | Pomerània Occidental  |
| ZK         | Districte de Koszalin                                                            | Z (codi voivodat) + Koszalin                                           | Pomerània Occidental  |
| ZKA        | Districte de Kamień                                                              | Z (codi voivodat) + KAmień                                             | Pomerània Occidental  |
| ZKL        | Districte de Kołobrzeg                                                           | Z (codi voivodat) + KoLobrzeg                                          | Pomerània Occidental  |
| ZKO        | Districte de Koszalin                                                            | Z (codi voivodat) + KOszalin                                           | Pomerània Occidental  |
| ZLO        | Districte de Łobez                                                               | Z (codi voivodat) + LObez                                              | Pomerània Occidental  |
| ZMY        | Districte de Myślibórz                                                           | Z (codi voivodat) + MYślibórz                                          | Pomerània Occidental  |
| ZPL        | Districte de Police                                                              | Z (codi voivodat) + PoLice                                             | Pomerània Occidental  |
| ZPY        | Districte de Pyrzyce                                                             | Z (codi voivodat) + PYrzyce                                            | Pomerània Occidental  |
| ZS         | Districte urbà de Szczecin                                                       | Z (codi voivodat) + Szczecin                                           | Pomerània Occidental  |
| ZSD        | Districte de Świdwin                                                             | Z (codi voivodat) + SwiDwin                                            | Pomerània Occidental  |
| ZSL        | Districte de Sławno                                                              | Z (codi voivodat) + SLawno                                             | Pomerània Occidental  |
| ZST        | Districte d'Stargard                                                             | Z (codi voivodat) + STargard                                           | Pomerània Occidental  |
| ZSW        | Districte urbà de Świnoujście                                                    | Z (codi voivodat) + SWinoujście                                        | Pomerània Occidental  |
| ZSZ        | Districte de Szczecinek                                                          | Z (codi voivodat) + SZczecinek                                         | Pomerània Occidental  |
| ZWA        | Districte de Wałcz                                                               | Z (codi voivodat) + WAłcz                                              | Pomerània Occidental  |